# 早瀬潤子
早瀬 潤子（はやせ じゅんこ）は、日本の物理学者。慶應義塾大学理工学部・同大学院理工学研究科基礎理工学専攻教授。専門は、量子光エレクトロニクス（特に、超短光パルスを用いた半導体ナノ構造の光物性、量子制御、量子情報応用）。

## 人物・経歴
2001年、上智大学大学院理工学研究科博士後期課程修了、博士（理学）。（独）理化学研究所基礎科学特別研究員、（独）情報通信研究機構専攻研究員、（独）科学技術振興機構さきがけ研究者、電気通信大学先端領域教育研究センター特任助教を経て、2010年、慶應義塾大学理工学部准教授、2021年、同大学教授。
光子や電子の量子力学的性質を自在に制御・利用する「量子光エレクトロニクス」を追求し、新しい量子物理の解明と革新的な量子技術の開発を目指す。半導体をナノスケールで加工した「半導体量子構造」や、フェムト秒オーダーの超高速現象を計測・制御する「超高速非線形分光」技術を駆使して、光子と電子の相互作用を研究している。